# De Cock en moord op termijn
De Cock en moord op termijn is het vierentwintigste deel van de De Cock-serie.

## Verhaal
Aan het begin van het verhaal voert rechercheur De Cock een hopeloze strijd met zijn elektrische schrijfmachine. Collega Vledder biedt aan assistentie te verlenen. Wachtcommandant Jan Kusters komt ook zorgelijk de recherchekamer binnen. Hij heeft beneden een 18-jarige arrestant met twee wikkels cocaïne om zijn middel gebonden en 100 briefjes van 1000 gulden. De jongen is tevens in het bezit van een halfjaar oude Porsche. De betreffende jongeman stelt zich voor als Casper van Hoogwoud. Hij beweert het geld met illegaal gokken te hebben verdiend en de cocaïne te hebben gekocht voor zijn doodzieke 36-jarige broer Marcel, die getroffen is door Aids.
Onderweg in de politievolkswagen vertelt Casper dat hij bij Marcel woont. Alleen zijn zus woont nog bij hun vader, die weduwnaar is. Casper noemt hem een ouderwetse patriarch met orthodoxe ideeën. Zijn broer Marcel wantrouwt ziekenhuizen en dokters. Hij noemt hen moordenaars in witte jassen. Bij aankomst in de woning aan de Weteringschans blijkt Marcel reeds overleden. Terug op het bureau Warmoesstraat worden de twee rechercheurs naar de Keizersgracht bij de Hartenstraat gedirigeerd. Voor de deur van een advocatenkantoor ligt een man met ingeslagen schedel. Het blijkt de praktijkvoerder Mr. J.O.B. van Abbenes, advocaatprocureur. Aan de Warmoesstraat krijgt Vledder een telefoontje. Een vrouw deelt mee dat Marcel is vermoord.
De volgende ochtend komt De Cock via commissaris Buitendam te weten dat hij om 7 uur ’s ochtend door een vrouw uit zijn bed is gebeld. Ze had voor hem de tekst: “Van Abbenes is dood…niet wegens uwe gerechtigheid maar de mijne.” Chef Buitendam staat toch al onder druk omdat de advocaat een zeer belangrijke Amsterdammer was. Maar De Cock vindt dat zijn commissaris beter op de klemtonen van het gesprek had moeten letten. Rechercheur De Cock gaat vervolgens op het gebruikelijke condoleance bezoek bij de weduwe Van Abbenes aan de Minervalaan. Laatstgenoemde deelt mee dat Jacob voortdurend was omgeven door een wolk van conflictstof. Eén zaak besprak hij zelfs met zijn beste vriend, dokter Hardinxveld. Het betrof een fraudezaak van ene Casper van Hoogwoud. Bij de sectie meldt dokter Rusteloos aan Dick Vledder dat hij nog nooit een dergelijke hoofdwond heeft gezien! Hij kan het moordwapen nog niet thuisbrengen. Bovendien is er nog een gouden sieraad op het lijk aangetroffen. Een halsketting met een stier. De Cock merkt geprikkeld op dat het sterrenbeeld niet klopt. Jacob van Abbenes was een steenbok. In de recherchekamer meldt zich Charles van Dungen, de rechterhand van de overleden advocaat. Hij geeft hoog op van zijn werkgever, meldt dat hij een slecht huwelijk had en veel optrok met vrienden van de golfclub Amstelland. Desgevraagd weet Charles wie de moord heeft gepleegd. Franciscus van der Kraay uit het dossier PLX 84.
De Cock heeft inmiddels al een afspraak gemaakt bij de IJsselsteinse bank. Directeur Daerthuizen blijkt een goede vriend te zijn van de vermoorde advocaat. Maar De Cock komt om inlichtingen inzake de bankrekening van Casper van Hoogwoud. De bankdirecteur ontkent dat de bank benadeeld is. Van Abbenes deed geen fraudezaak aangaande Casper van Hoogwoud omdat de bank deze persoon niet eens kent als rekeninghouder. Op aansporing van Vledder gaan de twee rechercheurs naar Smalle Lowietje om een cognackie te halen. Rechercheur De Cock bespreekt met Lowietje uitgebreid de moord op de advocaat en de vraag of hun beider vriend Frans van der Kraay de moord gepleegd kan hebben. Volgens Lowietje had Kraaitje een goed lopende fietsenzaak in Utrecht en was hij getrouwd geraakt met ene Sophie, die hem belazerde. In de echtscheidingsprocedure koost zijn advocaat Van Abbenes partij voor Sophie, en toen begon hij zijn eigen advocaat met de dood te bedreigen. Intussen heeft Frans al een nieuwe scharrel, Martha. Een keurig type, dat weer wel.
Op de recherchekamer meldt zich Marianne van Hoogwoud. Ze komt spontaan bekennen dat zij de vrouwenstem was die zei dat Marcel, haar broer, was vermoord. Dat kan ook letterlijk worden opgevat, want Aids is een gewelddadige ziekte, een soort varkenspest. Marianne woont met haar vader op de golfclub Amstelland, waar hij greenkeeper is. Ook haar broers Marcel en Casper hebben er vroeger gewoond. Ze weet veel van Aids vanwege haar beroep als verpleegster. Ze werkt in hetzelfde Mattheus ziekenhuis als dokter Hardinxveld. De volgende ochtend rijden de twee rechercheurs naar Utrecht. Martha Maria Hooglied heeft via de Utrechtse collega’s laten weten alleen aan rechercheur De Cock een verklaring te willen afleggen inzake de moord op de advocaat. Martha geeft het moordwapen dat haar Frans in gedachten had prijs: een golfclub. Want dat is een moordwapen voor rijke mensen. De twee rechercheurs laten een opsporingsbericht uitgaan naar Franciscus van der Kraay. Commissaris Buitendam is in zijn nopjes dat deze belangwekkende zaak zo voortvarend is opgelost, maar De Cock wil nog wat door rechercheren. Zo gaat hij met de politiefotograaf Bram van Wielingen naar de golfclub Amstelland, om een golfclub te fotograferen. De twee rechercheurs raken aldaar ook in gesprek met de greenkeeper Van Hoogwoud. Laatstgenoemde heeft het over een vriendenclub op de golfbaan, Van Abbenes, Hardinxveld, Daerthuizen en Van Leemhorst. Hij kenschetst hen als een klaverblad met seksfeestjes. Een jonge golfprofessional, Ruud, weet aan de hand van de politiefoto het moordwapen te identificeren als een “IJzer 7”. Dat is nu juist de golfclub die dokter Hardinxveld zegt te missen.
Op het politiebureau is er voor De Cock een brief van de weduwe. Ze wil graag de hanger met het stiertje als aandenken terug, dat bovendien geen stiertje is maar een kalf. En Lowietje tipt De Cock dat hij Kraaitje kan ophalen bij zijn moeder in Amsterdam. Tijdens zijn verhoor op de recherchekamer neemt Vledder de telefoon op. Buitendam heeft een tweede doodstelefoon gehad, bankier Daerthuizen is dood. En weer met de mysterieuze mededeling: “niet wegens uwe gerechtigheid ..maar de mijne.” De twee rechercheurs rijden naar het woonhuis van de bankier, maar zijn echtgenote is als enige thuis. Haar man is een uur geleden uit bed gebeld en is vertrokken. Terug aan de Warmoesstraat zijn commissaris Buitendam en officier van justitie Schaaps bezig Kraaitje te verhoren. De Cock mengt zich in het verhoor maar wordt de kamer uit gestuurd. Enige tijd later ontsnapt Frans van der Kraay uit het politiebureau. De Cock en Vledder zijn dan alweer onderweg naar het gevonden lijk van de bankier achter de Westerkerk. Ook de bankier draagt een gouden halsketting met een stiertje. Vandaar rijden ze door naar dokter Hardinxveld om hem te waarschuwen en te ondervragen. Laatstgenoemde reageert laconiek. Ook hij heeft een loktelefoontje gehad. Van een vrouw, Sybille, de jonge weduwe van Daerthuizen.
Op de recherchekamer komt Sophie De Cock uitleg geven. Frans is weer bij haar terug en ze is dus niet langer zijn ex-vrouw. Advocaat Van Abbenes viel trouwens niet op Sophie, die hield meer van jonge simpele meisjes. Vledder krijgt vervolgens bericht dat hoog in het archief van zijn ziekenhuis dokter Hardinxveld met ingeslagen schedel in zijn witte jas is gevonden. De volgende ochtend voelt De Cock zich uitstekend, maar Vledder heeft zich overwerkt ziek gemeld. Rechercheur Fred Prins valt voor hem in. Terwijl Fred naar de sectie gaat, onderwerpt De Cock Casper nog maar eens aan een diepgaand verhoor. Casper geeft toe dat hij zich bij de bank voor Marcel heeft uitgegeven met diens medeweten en zo de bankrekening van zijn stervende broer heeft leeggemaakt. De Cock brengt een persoonlijk bezoek aan zijn vriend en theoloog Jaap Groen. Laatstgenoemde zet hem op het spoor van het Gouden Kalf. Het gold als het symbool van kracht en seks. De Cock rijdt onmiddellijk door naar het laatste lid van het klaverblad. Dominee Van Leemhorst blijkt ook een gouden kalf te dragen rond zijn nek. Na een diepe slaap van 20 uur meldt Dick Vledder zich weer bij De Cock. Laatstgenoemde besluit nu zelf 24 tot 48 uur onder te duiken. Hij gaat een val opzetten. Reeds 15 uur later wordt greenkeeper Hoogland gearresteerd door zes rechercheurs met een ijzer 7.
Bij hem thuis legt De Cock uit dat vader Hoogland de drie moorden heeft bekend. Zijn vierde poging op dominee Van Leemhorst werd verijdeld. Zijn zoon Marcel had destijds lieftallige meisjes van een jaar of 13 voor het klaverblad ingevlogen uit Thailand. Als ze wat ouder waren, werden ze door het klaverblad afgedankt, maar waren ze nog goed bruikbaar in de volwassen seksindustrie. Marcel verdiende goud geld aan zijn Oosterse handel. De heren hingen een gouden hangertje om hun nek en Marcel maakte stiekem foto’s. Jarenlange chantage volgde. Het klaverblad greep zijn kans toen Marcel een acute blindedarmontsteking opliep en bij dokter Hardinxveld onder het mes kwam. Hij kreeg bewust besmet bloed toegediend, van waaruit zich Aids bij hem kon ontwikkelen. Een moord op termijn. Een gesprek tussen de heren van het klaverblad werd door de greenkeeper opgevangen en hij trok zijn plan. Drie moorden. Als afscheid krijgt Dick Vledder opdracht het opsporingsbericht van Kraaitje in te trekken en hem thuis bij Sophie te bellen.
Mevrouw De Cock zegt na het vertrek van Dick Vledder dat Jurre liegt. De ziekelijke greenkeeper kan nooit hoog in het archief van het ziekenhuis gekomen zijn om de dokter te vermoorden. Haar echtgenoot bekent. De derde moord is door dochter Marianne, verpleegster, gepleegd. Op de plaats delict vond de grijze speurder een rijksdaalder, die bij nadere bestudering de broche van Marianne bleek te zijn. Zij had de dokter naar het archief gelokt. Haar vader had wel de eerste twee moorden nog kunnen plegen. De Cock zette een ruilhandeltje op. Als de greenkeeper zich liet arresteren bij de moordpoging op dominee van Leemhorst en drie moorden zou bekennen, dan zou De Cock Marianne laten gaan. Vader van Hoogwoud nam alle drie de moorden op zich. Marianne zit inmiddels ver weg in Afrika als verpleegster.